# ФІКА
«Футбол Інтер Клуб Ассосіасьйон» або просто ФІКА (фр. Football Inter Club Association) — гаїтянський футбольний клуб з міста Кап-Аїтьєн.
Один з найтитулованіших гаїтянських клубів, 7-разовий переможець чемпіонату Гаїті (1989, 1990, 1991, 1994, 1998, 2001, 2015 C).

## Історія
ФІКА засновано 17 жовтня 1972 року в кімнаті коледжу Нотр-Дам Перпетюль Секюр з ініціативи групи молодих студентів, усі родом із Кап-Аїтьєна, після національного шкільного чемпіонату та повернення переможного туру в Домініканській Республіці.
Президентом був обраний Дудре Женар, генеральним секретарем Поль Калікст і скарбником преподобний Івон Жозеф; технічне керівництво було доручено Ерве Каліксту та Шарлю Вертілісу. Першими гравцями ФІКА були Даніель Альбер, Ріко Сент-Жюст, Френці Матьє, Жозеф Дюверглас, Серж Селестен, Жан Роберт Телусма, Рене Монестайм, Даніель Каде, Ентоні Баяс, Роберт Ноель, Франц Телусмонд, Гері Сезар, Жослін Зеферен, Кілік Жан -Луї, Клод Луї-Шарль, Мішель Десравін, Гі Проспер і Вілфрід Зеферен.
26 листопада того ж року ФІКА зіграла свій інавгураційний матч проти «Етуаль Аїтьєн» на парку Сен-Вітор у Кап-Аїтьєні, в якому зазнала поразки з рахунком 0:1. Наступного дня відбувся матч-реванш, у якому ФІКА перемогла «Етуаль Аїтьєн» з рахунком 1:0, забив Вілфрід Зеферен.
У 1973 році ФІКА приєдналася до Північної ліги, і клуб взяв участь у своєму першому чемпіонаті, де зайняв друге місце.
У 1975 році ФІКА стає чемпіоном Північної Ліги. З 1976 по 1983 рік ФІКА тричі стає чемпіоном Кап-Аїтьєна, виграючи «Кубок фармацевтичного центру» у 1976 році та «Кубок Анрі Крістофа» у 1979 та 1983 роках.

### Ера національного чемпіонату
Протягом сезону 1988/89 року об'єднані клуби чемпіонату поза межрайону Порт-о-Пренс з двадцятькою найкращих клубів країни вперше у форматі загальнонаціональної ліги. Клуби були розділені на дві групи по десять команд-учасниць, оскільки на попередньому етапі чотири команди грали у фінальній фазі: «Віолетт», «Огль Руж», «АС Капуа» та ФІКА.
ФІКА переміг «АС Капуа», «Віолетт» переміг «Огль Руж» у півфіналі. ФІКА виграв перший матч проти «Віолетт» з рахунком 1–0 в Кап-Аїтьєні, повернувся до Порт-о-Пренс і переміг «Віолетт» з рахунком 2:1, щоб виграти свій перший національний чемпіонат.

## Досягнення
- Чемпіонат Гаїті
  -  Чемпіон (7): 1989, 1990, 1994, 1998, 2001, 2015 C, 2016 C

## Виступи на континентальних турнірах
- Кубок чемпіонів КОНКАКАФ: 2 виступи

1990 - Другий раунд Кариб
1995 - Перший раунд Кариб
- Кубок чемпіонаів КФС: 1 виступ

2002 - знявся з першого раунду

## Відомі гравці

### Найкращі бомбардири
Станом на 17 жовтня 2018
| # | Гравець      | Роки кар'єри | Голи | Посилання |
| - | ------------ | ------------ | ---- | --------- |
| 1 | Гольман П'єр | 1995-2005    | 109  | [ 3 ]     |